# Poblado de Son Catlar
El poblado de Son Catlar es un gran asentamiento talayótico de 4,4 hectáreas de superficie situado en el municipio español de Ciudadela, Menorca, al sur de las casas de la finca agrícola que le da nombre. Se accede desde el camino que lleva a la playa de Son Saura. Son Catlar, Torre d’en Galmés y Trepucó son los tres poblados talayóticos más extensos de la isla, y constituyeron tal vez centros de poder durante la Edad del Hierro.

## Descripción
El poblado se encuentra rodeado por una impresionante muralla, el perímetro de la cual llega a los 900 metros de longitud. En los tramos mejor conservados alcanza una anchura de hasta seis metros y una altura de tres metros. Se pueden observar, en diferentes zonas de la muralla, técnicas constructivas diversas, pero la mayor parte se corresponde con la técnica talayótica: zócalo, piedras verticales e hiladas de piedras horizontales. Esta muralla posee además elementos defensivos desconocidos para la cultura talayótica que evidencian la necesidad de adaptarse a un nuevo horizonte defensivo que no corresponde a una conflictividad social interna, sino al nuevo horizonte bélico desarrollado por todo el mediterráneo a partir del siglo IV a. C.  Según las investigaciones recientes, la causa del desarrollo de estas nuevas estructuras defensivas activas debe corresponder al papel desarrollado por Menorca durante las guerras púnicas o a la conquista romana de las Baleares (en torno al 123 a. C.), conquista que se desarrolló sobre un sustrato autóctono que había sido afín a la causa cartaginesa.
La muralla de Son Catlar cuenta con una serie de construcciones poliorcéticas (bastiones, torres, antemurales, puertas en bayoneta, poternas, plataformas para artillería y garitas) presentan un estado de conservación muy notable que sitúa a Son Catlar como uno de los yacimientos claves para el estudio de la fase prerromana de Menorca.

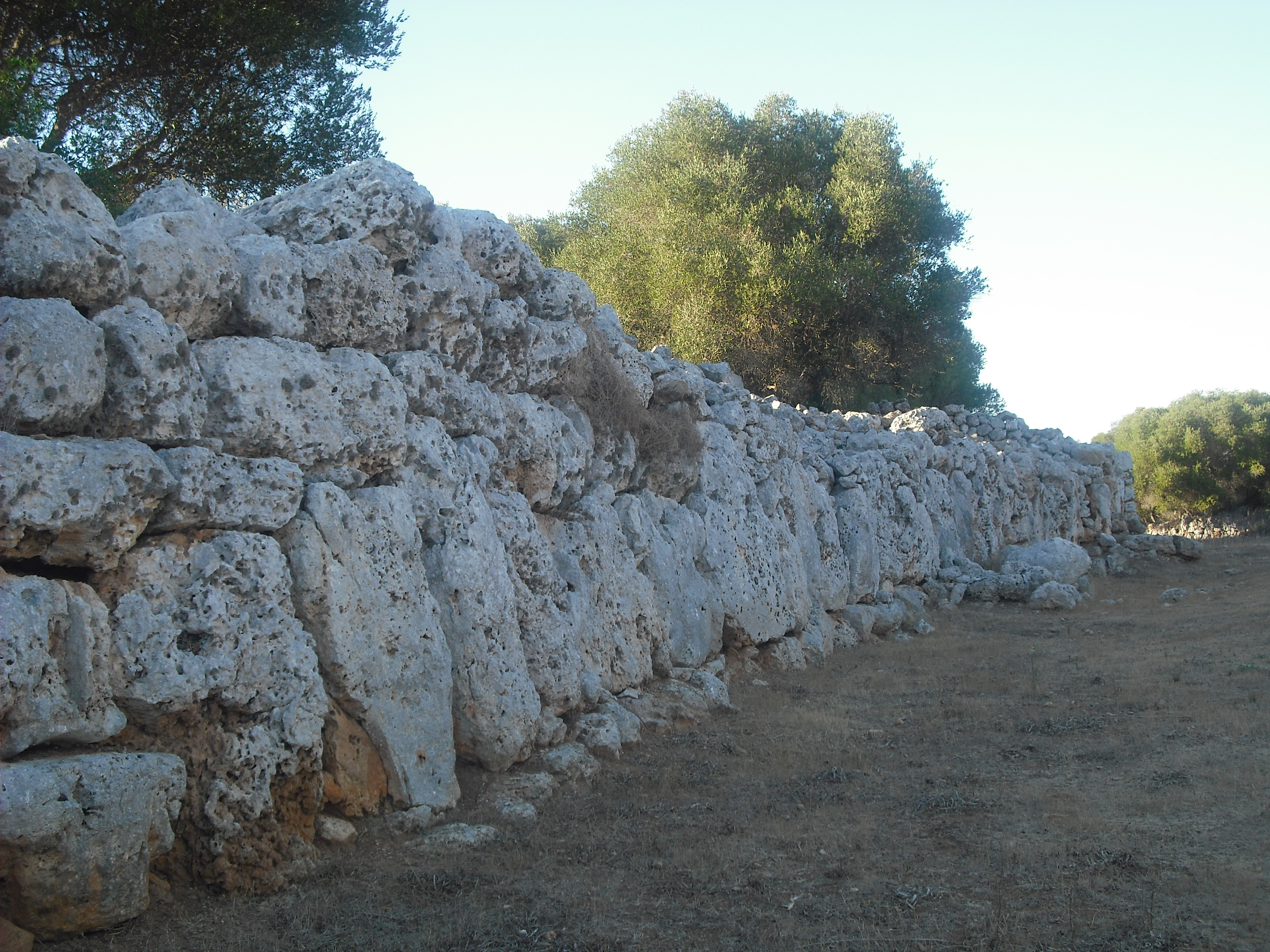
Tramo de la muralla de Son Catlar.

En el sector oriental de la muralla hay dos torres rectangulares. En el sector noreste hay dos bastiones orientados en dos direcciones que flanquean una de las esquinas del poblado, de la misma época que las torres. Estas torres y bastiones presentan técnicas constructivas y una metrología típicamente cartaginesa. En el sector norte, la cerradura de la muralla presenta un pasillo interior, cubierto mediante una aproximación de hiladas. Tradicionalmente, solo se tenía localizada una puerta de acceso en la zona norte. No obstante, las recientes intervenciones arqueológicas en la muralla y las torres del yacimiento han detectado una segunda entrada en el sector noroeste. 
Se conservan tres talayots: Uno de ellos está situado en el sector norte del poblado, separado de la muralla. Es de planta oval y tiene el portal derribado, pero parece ser que se accedía por un corredor. La cámara superior conserva una columna central. El segundo talayot está situado en el sector sur. Se trata de una construcción de planta circular, que está adosado a la muralla. Presenta una entrada con corredor, que conserva las losas planas del techo. En el lado oeste tiene una cámara con cubierta por aproximación de hiladas. El otro talayot se encuentra al este del asentamiento, formando como una especie de bastión de la muralla.

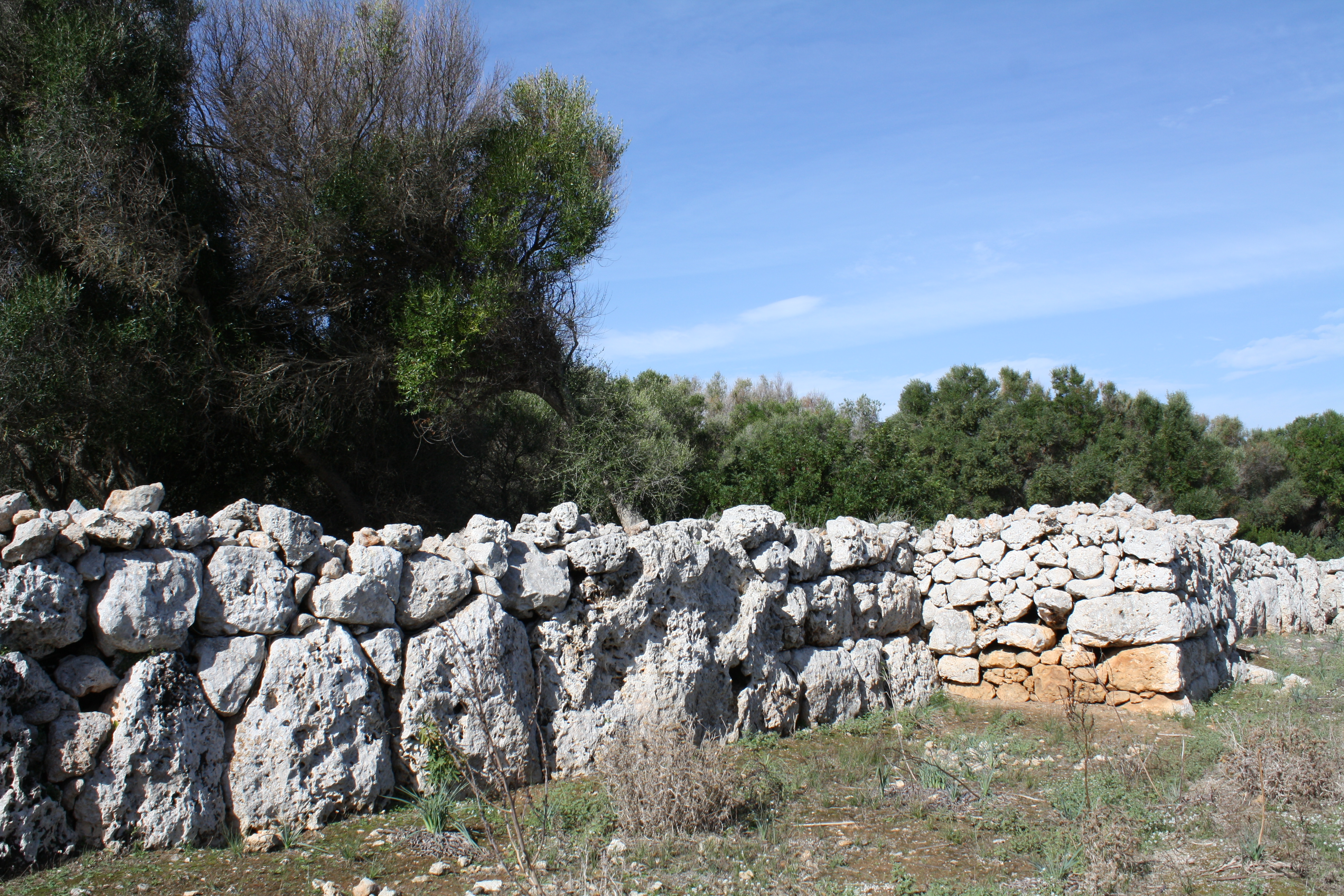
Una de las torres que se extienden a lo largo de la muralla de Son Catlar.

En el interior del poblado se pueden ver los cimientos de gran cantidad de construcciones, entre las que se destaca el recinto de taula, que presenta la peculiaridad de tener dos portales de acceso. El elemento central del recinto, la taula propiamente dicha, está descabezada. Esta parte del poblado fue objeto de una excavación arqueológica en 1924 dirigida por Francesc Hernández Sanz, aunque los resultados nunca se han publicado.
Junto a la entrada del poblado hay un hipogeo de planta casi circular, con un corredor de acceso descendente, muy mal conservado. El interior presenta pequeños nichos excavados en las paredes.
En el exterior oeste del poblado, casi adosada a la muralla, hay una estela con un grabado.
Fuera de la muralla hay otros fundamentos de viviendas talayóticas y, junto a la casa de campo, una pequeña necrópolis de tumbas excavadas en la roca.

## Intervenciones arqueológicas
Este poblado ha sido objeto de varias excavaciones arqueológicas. Aparte de la ya mencionada excavación del recinto de taula, de 1924, María Luisa Serra Belabre y J. Flaquer también trabajaron en 1957. En 1958, Lluís Pericot y V. Tolós dirigieron una excavación en la entrada del poblado, momento en que también se restauró el dintel del portal. En 1987 se deforestó el perímetro del poblado y se dibujó la planimetría de la muralla (Lluís Plantalamor y Juana Maria Gual). En 1995, Octavio Pons dirigió una nueva campaña de excavación en la zona del portal de la muralla.
Desde 2014 el yacimiento está siendo estudiado por el Proyecto Modular de la Universidad de Alicante,  proyecto que tiene como fin detectar el impacto de la cultura fenicio-púnica en la isla de Menorca, mediante el desarrollo de estudios métricos y descriptivos, y la aplicación de nuevas tecnologías se pretende evaluar el nivel de interacción e hibridación cultural entre fenicio-púnicos y la población talayótica menorquina.